# Ратиборське князівство
Ратиборське князівство (пол. Księstwo Raciborskie; чеськ. Ratibořské knížectví) або Ратиборське герцогство (лат. Ducatus Ratiboria; нім. Herzogtum Ratibor) — одне з Сілезьких князівств зі столицею в місті Ратиборі.

## Історія

### Перше утворення

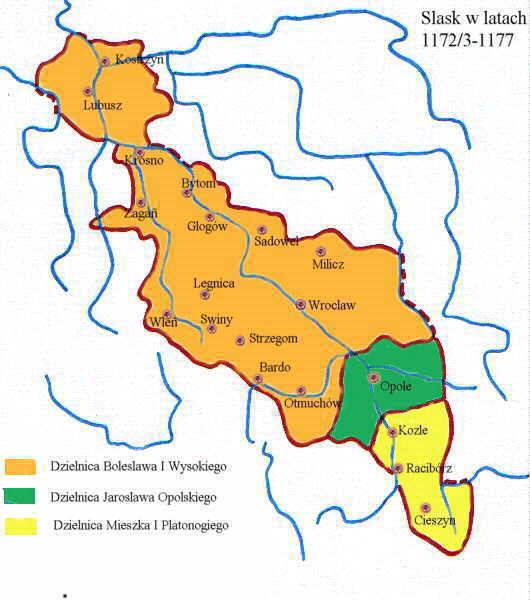
Сілезія в 1172–1177 роках. Ратиборське князівство виділено жовтим кольором.

Під тиском Фрідріха I Барбаросси Сілезького князя Болеслава IV Кучерявого довелося в 1163 р. передати Сілезьке князівство синам свого єдинокровного брата Владислава II Вигнанця. Доки існувала загроза з боку Болеслава IV — брати правили спільно, але в 1172 р. тертя між ними дійшли до відкритого конфлікту, і в 1173 р. вони розділили Сілезьке князівство:
- Болеслав I Високий, як старший, отримав Вроцлавське князівство, в яке входили Легницьке князівство (з м. Легниця) і Опольське князівство (з м. Ополе).
- Мешко I Кривоногий став князем міста Ратибора.

Таким чином в 1172 р. утворилося Ратиборське князівство, до складу якого увійшли сілезькі Ратибор, Кендзежин-Козьле і Цешин, а кількома роками пізніше король Казимир II Справедливий, бачачи допущену несправедливість, передав йому частину територій Малопольщі: каштелянства Битомське і Освенцимське.
У 1201 р. Болеслав I Високий помер, не залишивши спадкоємця. Незадовго до цього, після смерті свого старшого сина Ярослава не залишившого по собі спадкоємців, Болеслав успадкував Опольське князівство. Успадковував Болеславове у Вроцлаві та Ополі його син Генріх I Бородатий. Проте в 1202 р. Мешко I Кривоногий скориставшись труднощами небожа захопив Опольське князівство. Генріх I Бородатий віддав перевагу можливості домовитися з Мешко I Кривоногим про те, що той сплатить за Ополе компенсацію грошима. Отак і утворилося Опольсько-Ратиборське князівство.

### Друге утворення

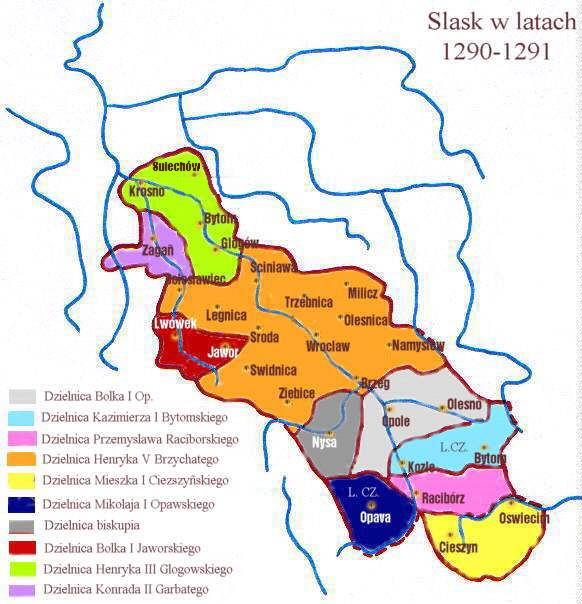
Сілезія в 1290–1291 роках. Ратиборське князівство виділено рожевим кольором.

У 1281 р. (або 1282 р.) помер онук Мешко I Кривоногого — Владислав Опольсько-Ратиборський. Його сини Мешко та Пшемислав спочатку спільно управляли Ратибором і Цешином. Однак у 1290 р. віддали перевагу розділенню володіння: старший син — Мешко I Цешинський — отримав м. Цешин, а молодший — Пшемислав Ратиборський — м. Ратибор.
Цього разу до складу князівства увійшли, крім Ратибора, Володислав, Жори, Рибник, Міколув і Пщина. Рік по тому, після утворення незалежного князівства Пшемислав склав васальну присягу чеському королеві Вацлаву II. Успадкував князівство син Лешек Ратиборський в 1327 р. разом з іншими верхньосілезькими князями склав васальну присягу чеському королеві Яну Люксембурзькому.
У 1336 року Лешек Ратиборський помер, не залишивши спадкоємця, і Ян Люксембурзький передав князівство опавському князеві Мікулашу II, у наслідку чого утворилося Ратиборсько-Опавське князівство.

### Третє утворення
У 1437 р. князівство виникло втретє, коли сини Яна II Залізного поділили Ратиборсько-крновське князівство: старшому синові Вацлаву дістався невеликий уділ, в який, однак, увійшла столиця — Ратибор. Його нащадки правили там до 1521 р., коли бездітним помер останній з них — Валентин Горбатий. Відповідно до договору, який в 1511 р. Валентин уклав з опольським князем Яном II Добрим, Ратиборське князівство об'єдналося з Опольським князівством в Опольсько-ратиборське князівство.

## Правителі
- Мешко I Кривоногий (1173–1211 рр.)
- Пшемислав Ратиборський (1290–1306 рр.)
- Лешек Ратиборський (1306–1336 рр.)
- Вацлав II Ратиборський (1437–1456 рр.)
- Ян V Ратиборський (1456–1493 рр.)
- Мікулаш VI Ратиборський (1493–1506 рр.)
- Ян VI Ратиборський (1493–1506 рр.)
- Валентин Горбатий (1493–1521 рр.)